# NGC 5095
NGC 5095 este o galaxie lenticulară situată în constelația Fecioara. A fost descoperită în 15 aprilie 1828 de către John Herschel. Se află la o distanță de 86,24 de megaparseci de Pământ.